# Томшич, Томаж
Томаж Томшич (словен. Tomaž Tomšič; род. 17 августа 1972, Постойна) — словенский гандболист, игравший на позиции линейного.

## Карьера

### Клубная
Начал карьеру в составе клуба «Рибнича», большую часть провёл в «Целе». С командой многократно выигрывал чемпионат и Кубок Словении, выходил с 1997 по 2001 годы пять раз в полуфинал Лиги чемпионов ЕГФ. В Кубке обладателей кубков ЕГФ достиг в сезоне 2002/2003 стадии полуфинала. Сезон 2003/2004 проводил во французском «Иври», 2004/2005 — в «Рибниче». Летом 2005 года завершил карьеру. Два раза позднее приглашался в тренерский штаб «Рибничи».

### В сборной
В сборной сыграл ровно 200 игр и забил 414 голов. Участник Олимпийских игр 2000 (8-е место) и 2004 годов (11-е место). Серебряный призёр чемпионата Европы.